# Dieudonné Smets
Dieudonné Smets (Heure-le-Romain, 17 de agosto de 1901 - Oupeye, 29 de noviembre de 1981) fue un ciclista belga que fue profesional entre 1926 y 1937.
Su éxito deportivo más importando fue la Lieja-Bastogne-Lieja de 1926.

## Palmarés
1926
- Campeón de Bélgica en ruta, categoría independientes
- 1º en la Lieja-Bastogne-Lieja